# Andorra ai Giochi olimpici
Andorra ha partecipato per la prima volta ai Giochi olimpici di Montréal 1976, anno in cui partecipò sia alle Olimpiadi estive che a quelle invernali; da allora ha preso parte a tutte le edizioni dei giochi.
I suoi atleti non hanno mai vinto medaglie.
Il Comitato Olimpico Andorrano, fondato nel 1971, è stato riconosciuto dal CIO nel 1975.

## Medaglieri

### Medaglie alle Olimpiadi estive
| Giochi              | Oro | Argento | Bronzo | Totale |
| ------------------- | --- | ------- | ------ | ------ |
| 1976 Montréal       | 0   | 0       | 0      | 0      |
| 1980 Mosca          | 0   | 0       | 0      | 0      |
| 1984 Los Angeles    | 0   | 0       | 0      | 0      |
| 1988 Seul           | 0   | 0       | 0      | 0      |
| 1992 Barcellona     | 0   | 0       | 0      | 0      |
| 1996 Atlanta        | 0   | 0       | 0      | 0      |
| 2000 Sydney         | 0   | 0       | 0      | 0      |
| 2004 Atene          | 0   | 0       | 0      | 0      |
| 2008 Pechino        | 0   | 0       | 0      | 0      |
| 2012 Londra         | 0   | 0       | 0      | 0      |
| 2016 Rio de Janeiro | 0   | 0       | 0      | 0      |
| 2020 Tokyo          | 0   | 0       | 0      | 0      |
| 2024 Parigi         | 0   | 0       | 0      | 0      |
| Totale              | 0   | 0       | 0      | 0      |

### Medaglie alle Olimpiadi invernali
| Giochi              | Oro | Argento | Bronzo | Totale |
| ------------------- | --- | ------- | ------ | ------ |
| 1976 Innsbruck      | 0   | 0       | 0      | 0      |
| 1980 Lake Placid    | 0   | 0       | 0      | 0      |
| 1984 Sarajevo       | 0   | 0       | 0      | 0      |
| 1988 Calgary        | 0   | 0       | 0      | 0      |
| 1992 Albertville    | 0   | 0       | 0      | 0      |
| 1994 Lillehammer    | 0   | 0       | 0      | 0      |
| 1998 Nagano         | 0   | 0       | 0      | 0      |
| 2002 Salt Lake City | 0   | 0       | 0      | 0      |
| 2006 Torino         | 0   | 0       | 0      | 0      |
| 2010 Vancouver      | 0   | 0       | 0      | 0      |
| 2014 Soči           | 0   | 0       | 0      | 0      |
| 2018 Pyeongchang    | 0   | 0       | 0      | 0      |
| 2022 Pechino        | 0   | 0       | 0      | 0      |
| Totale              | 0   | 0       | 0      | 0      |